# The Fox (Underground Life)
The Fox è il primo album ufficiale del gruppo musicale italiano Underground Life, pubblicato nel 1983.
Il disco in questione era stato preceduto da un album autoprodotto stampato unicamente in musicassetta, dal titolo Fiori del male (1980). Successivamente nel 1981 Il gruppo ha realizzato un Ep dal titolo Cross realizzato per la "Trinciato Forte". Dopo alcuni avvicendamenti all'interno della Band si arriva alla pubblicazione dell'album le cui influenze risultano molteplici anche se quelle più evidenti sono quelle dei Primi Ultravox!

## Tracce
Lato A
1. Le vol
2. The fox
3. Gropius village
4. Adler car

Lato B
1. Away
2. La tempesta
3. Cathedral's echo

## Formazione
- Gian Paolo Civita, basso
- Lorenzo La Torre, batteria e percussioni
- Egidio Pastore, chitarra elettrica
- Marco Mariani, sassofono
- Roberto Tagliaferri, sintetizzatore e pianoforte
- Roberto Barbini, sintetizzatore e pianoforte
- Giancarlo Onorato, voce, sintetizzatore e pianoforte
- Tony Tasinato, produttore esecutivo
- Etienne Conod, ingegnere del suono